# Сушехри
Сушехри (тур. Suşehri, Эндирьяс, Эндерес, Endires) — город в провинции Сивас Турции, на южном берегу реки Келькит (Лик), притоке Ешильырмака (Ириса). Его население составляет 25 654 человек (2018). Высота над уровнем моря — 1017 м.
Рядом с Сушехри находятся руины древнего города Никополь в Малой Армении на границе Понта. Он был основан Помпеем в память его первой победы над Митридатом VI.